# Згваиа
Згваиа (груз. ზღვაია) — село в Грузии, на территории Цаленджихского муниципалитета края (мхаре) Самегрело-Верхняя Сванетия.

## География
Село находится в западной части Грузии, к западу от реки Чанисцкали, на расстоянии приблизительно 4 километров (по прямой) к юго-западу от города Цаленджиха, административного центра муниципалитета. Абсолютная высота — 293 метра над уровнем моря.

## Население
По результатам официальной переписи населения 2014 года, в Згваии проживало 775 человек (367 мужчин и 408 женщин). В национальной структуре населения грузины составляли 97 %, русские – 1,4 %, украинцы – 0,9 %.